# Орьяк (Од)
Орья́к (фр. Auriac) — коммуна во Франции, находится в регионе Лангедок — Руссильон. Департамент коммуны — Од. Входит в состав кантона Мутуме. Округ коммуны — Каркасон.
Код INSEE коммуны — 11020.

## Население
Население коммуны на 2008 год составляло 36 человек.
| 1962 | 1968 | 1975 | 1982 | 1990 | 1999 | 2008 |
| ---- | ---- | ---- | ---- | ---- | ---- | ---- |
| 1    | 37   | 28   | 25   | 29   | 35   | 36   |

## Экономика
В 2007 году среди 25 человек в трудоспособном возрасте (15—64 лет) 14 были экономически активными, 11 — неактивными (показатель активности — 56,0 %, в 1999 году было 57,9 %). Из 14 активных работали 13 человек (9 мужчин и 4 женщины), безработным был 1 мужчина. Среди 11 неактивных 1 человек был учеником или студентом, 4 — пенсионерами, 6 были неактивны по другим причинам.